# Синдром Капгра
Синдром Капгра, також відомий як маячня Капгра, синдром невпізнавання або синдром помилкового впізнавання (англ. misidentification delusion) — психічний розлад, за якого людина вірить, що близького члена родини (або домашню тварину) було замінено ідентичним з вигляду самозванцем («синдром негативного двійника»), або, навпаки, коли людина в незнайомих людях упізнає свої родичів чи близьких («синдром позитивного двійника»). Крім цього, хворий може стверджувати, що погані вчинки були здійснені не ним, а його двійником. Синдром Капгра класифікується як маревний синдром помилкової ідентифікації, клас маячних переконань, який включає в себе помилкову ідентифікацію людей, місць чи об'єктів. Це може відбуватися в гострих, перехідних або хронічних формах. Повідомлялося також про випадки, коли пацієнти вважають, що час було «спотворено» або «замінено».
Синдром Капгра найчастіше зустрічається у людей з діагнозом параноїдальної шизофренії, але також спостерігається при пошкодженні головного мозку, деменції з тілами Леві та інших видах деменції. Часто зустрічається у людей з нейродегенеративним захворюванням, особливо в старшому віці. Повідомлялося також, що він виникає у зв'язку з діабетом, гіпотиреозом і мігренню. Був зафіксований випадок виникнення синдрому у здорової людини під дією кетаміну. Частіше зустрічається у жінок, ніж у чоловіків, у співвідношенні приблизно 3:2.

## Історія
Синдром Капграса названий на честь Джозефа Капгра (1873—1950), французького психіатра, який вперше описав розлад у 1923 році у своїй статті, написаній разом із співавтором Жаном Ребулем-Лашо, про випадок французької жінки «Мадам Макабре», котра скаржилась, що двійники зайняли місця її чоловіка та інших людей, яких вона знала. Капгра і Ребуль-Лашо вперше назвали синдром «l'illusion des sosies», що може бути перекладений як «ілюзія подібності».
Синдром Капгра спочатку вважався суто психіатричним розладом, ілюзія двійників вважалась симптомом шизофренії, і суто жіночим розладом, часто відзначався як симптом істерії. Більшість запропонованих роз'яснень, які спочатку випливали з роз'яснень Капрага та Ребуля-Лашо, були психоаналітичними. Тільки в 1980-х роках увага звернулась на споріднені органічні ураження головного мозку, які спочатку вважалися не суттєво пов'язаними з цим випадком або випадковими. Пізніше синдром Капгра розглядають як неврологічний розлад, в якому ілюзія в першу чергу є результатом органічних уражень головного мозку або дегенерації.

## Діагностування
Оскільки це рідкісний та погано зрозумілий стан, не існує певного способу діагностувати ілюзію Капгра. Діагностика в основному базується на психологічній оцінці пацієнта, якого, швидше за все, завів до психолога член сім'ї або друг, якого хворий вважав двійником, а не справжньою людиною.

## Лікування
Лікування недостатньо вивчене, у зв'язку з чим не існує обґрунтованого фактами підходу до лікування. У його ролі зазвичай виступає терапія, в основі якої прийом антипсихотичних препаратів.